# Journée internationale du sommeil

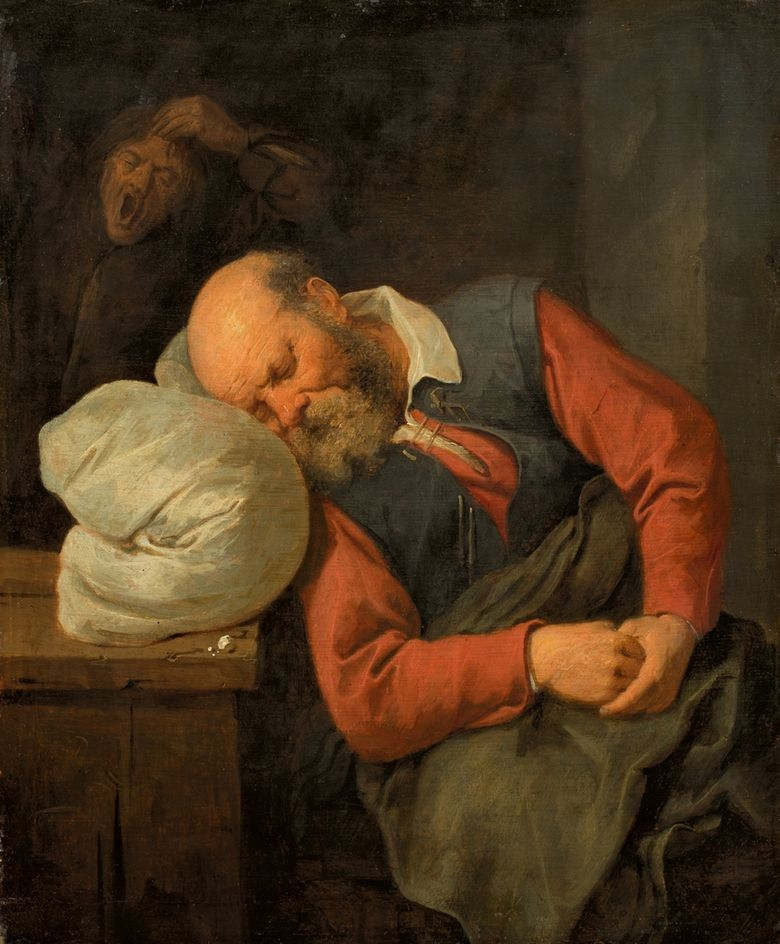
Tableau de David Ryckaert III montrant un vieil homme dormant.

La Journée mondiale du sommeil, ou Journée internationale du sommeil, est un événement annuel international, prévu pour être une célébration du sommeil et un appel à l'action sur les questions importantes liées au sommeil, dans les domaines de la médecine, de l'éducation, des aspects sociaux et de la conduite automobile. L'événement vise à diminuer le fardeau des problèmes de sommeil de la société par une meilleure prévention et par la gestion des troubles du sommeil,,,.
Elle a lieu chaque année le vendredi qui précède l'équinoxe de mars, donc autour du 20 mars.

## Origine
La journée mondiale du sommeil est déclinée en France au niveau national depuis 2000, par l’Institut National du Sommeil et de la vigilance, une association loi de 1901 fondée la même année sous l'impulsion de la Société Française de Recherche et Médecine du Sommeil (SFRMS), société savante qui regroupe médecins, chercheurs et professionnels impliqués dans la connaissance des mécanismes du sommeil et de ses troubles.
Aux États-Unis, cette journée est organisée par la World Sleep Society depuis 2007[réf. non conforme].

## Historique
En 2020, la journée mondiale du sommeil a eu lieu le vendredi 13 mars 2020. Cette journée sera le 20e anniversaire.   
Sur ce tableau, il y a tous les thèmes de chaque année depuis 2004 pour la France, à l'occasion de la « Journée du Sommeil » organisée par l'Institut National du Sommeil et de la Vigilance (INSV). 
| Année | Date    | Thème de la journée du sommeil                               |
| ----- | ------- | ------------------------------------------------------------ |
| 2004  | 17 mars | La somnolence, un symptôme majeur négligé                    |
| 2005  | 17 mars | Le sommeil des adolescents                                   |
| 2006  | 15 mars | Sommeil et vie active                                        |
| 2007  | 28 mars | Sommeil et fatigue                                           |
| 2008  | 19 mars | Le sommeil, un partenaire de santé                           |
| 2009  | 20 mars | Sommeil et rythmes de vie                                    |
| 2010  | 19 mars | Quand le sommeil prend de l'âge                              |
| 2011  | 18 mars | Somnolence au quotidien                                      |
| 2012  | 16 mars | Sommeil et performance                                       |
| 2013  | 22 mars | Sommeil et environnement                                     |
| 2014  | 14 mars | Sommeil et transport                                         |
| 2015  | 27 mars | Sommeil et nutrition                                         |
| 2016  | 17 mars | Sommeil et nouvelles technologies                            |
| 2017  | 17 mars | À chacun et à chaque âge son sommeil                         |
| 2018  | 16 mars | Ouvre l’œil sur ton sommeil                                  |
| 2019  | 22 mars | Impact des modes de vie sur notre sommeil                    |
| 2020  | 13 mars | 20 ans de sommeil : bilan et perspectives                    |
| 2021  | 19 mars | Bien dormir pour mieux faire face                            |
| 2022  | 18 mars | Sommeil de qualité, esprit sain, monde heureux               |
| 2023  | 17 mars | Santé mentale, augmentation des températures, mésinformation |
| 2024  | 15 mars | Manger, Bouger, Dormir : trouver le bon rythme !             |
| 2025  | 14 mars | Quand somnolence et santé mentale se croisent                |